# МиГ-29
МиГ-29 (НАТО класификација ) је совјетски/руски ловачки авион, треће/четврте генерације. Конципиран је и намењен за супротстављање америчким авионима F-16 фајтинг фалкон и F-15 игл, за превласт у ваздушном простору. Паралелно је развијан са авионом Су-27, због потребе међусобног допуњавања, у заједничком извршавању задатака, у заштити ваздушног простора Совјетског Савеза. Развијен је седамдесетих година 20. века, у ОКБ Микојан, а уведен је у оперативну употребу, у совјетско наоружање и у још 25 других држава, у 1983. години. Произведено је преко 1.600 примерака, у разним варијантама и још увек се производи. Карактеристичан је и по томе, што је у односу на све остале типове совјетских/руских борбених авиона, доживео највећу трансформацију у усавршавању од базне до најсавременије варијанте. Веома је флексибилан на модификације, а добрим делом доприноси и последица пост-совјетске политике преласка на тржишну економију и укључења у међународну конкуренцију и у домену војних технологија. Конкурентан је на светском тржишту борбених авиона четврте генерације, у току је више уговорених испорука. МиГ-29 је први совјетски/руски борбени авион, који је уведен у НАТО наоружање, преко немачких варијанти МиГ-29Г/МиГ-29ГТ.
Године 1987, купила је Југославија 14 авиона МиГ-29Б и 2 МиГ-29УБ, за своје ратно ваздухопловство.
МиГ-29 се борбено користио, у сукобима на простору бившег Совјетског Савеза, бивше Југославије, Африке, у НАТО бомбардовању СР Југославије, у Ирачком рату и у другим инцидентима мањих размера.

## Тактичко–технички–захтеви
Крајем шездесетих година 20. века, Совјетски Савез је имао доста сазнања о детаљима о америчким програмима развоја ловачких авиона треће/четврте генерације, предвођених са F-15 игл. Сасвим је било јасно да ће нови амерички ловци значајно превазићи постојеће совјетске авионе, по технолошким и оперативно–борбеним карактеристикама. Као и увек, предузете су мере да се то заостајање спречи, или максимално ублажи. Совјети су одговорили са развојем свога авиона четврте генерације Су-27 1969. године. Постављени Тактичко–технички–захтеви (ТТЗ) су дефинисали авион доста велике геометрије и масе.
Самоиницијативно је пројектни биро Микојана радио на идејном пројекту авиона четврте генерације, према своме схватању ТТЗ-а и концепције. Са том иницијативом, желели су прибавити аргументацију за покретање свога предлога, код надлежних органа. Након завршетка идејног пројекта, са разрађеном концепцијом, геометријом и нужним прорачунима, успоставили су сарадњу са тактичким и техничким носиоцима у ваздухопловству и успели су заједно дефинисати ТТЗ, 1972. године. Дефинисан је авион као тактички ловац (фронтовски ловац), са циљем да у будућности замени постојеће ловце, те намене: МиГ-21, МиГ-23, Су-7, Су-15 и Су-17. Захтевана је оптимизација решења за супериорну улогу у борби са противничким ловцима за превласт у ваздушном простору, са секундарном способношћу за дејства по земаљским циљевима. Совјети су ушли у развој оба авиона (МиГ-29 и Су-27), који се међусобно допуњавају, по истој аналогији као и амерички F-16 Фајтинг фалкон и F-15 игл.

## Развој
Развој тешког ловца, поверен је Сухоју, што је довело до авиона Су-27, док је развој лаког ловца поверен Микојану, чега је резултат масовни ловац МиГ-29. Микојанов концепт ловца, ушао је у планове Црвене армије, на мала врата, али је убрзо избио на чело приоритета.

На западу је увелико текао развој целе гаме авиона треће/четврте генерације: F-15, F-16, F/A-18 хорнет, Панавија торнадо и Мираж 2000. То су били потенцијални противници совјетским ловачким авионима. У таквој перспективи је програм авиона МиГ-29 добио на значају, у контексту нове усвојене тактике ваздухопловног удара у екстремно ниском лету, што је НАТО усвојио као нову доктрину, продирући на противничку територију са ловцима–бомбардерима.  Совјетски ловци МиГ-23 нису били способни са својим радарима да се супротставе таквом продору непријатељских авиона у брањени ваздушни простор. Брзо се морало радити, трка је била жестока, тражио се брзи и ефикасан одговор на евидентну нову претњу. Разрада совјетског пројекта авиона МиГ-29 је званично започела 1974. године, под директним руководством Главног пројектанта Ростислава Аполовича Бељакова, чији је први оперативац био Михаил Романович Валденберг. Бељаков је прокламовао опште критеријуме оптимизације решења:
 Авион мора бити оптимизиран по критеријуму цена–ефикасност, мора по перформансама да надмаши западне авионе високе технологије (енгл. high-tech), мора да буде технолошки погодан за серијску производњу и мора да поседује одличне борбене карактеристике, висок степен ефикасности при извршавању задатка, високу поузданост и једноставну употребу. Такође, авион мора бити оперативан у свим временским и климатским условима и да користи аеродроме у непосредној близини фронта.
Ови критеријуми су више него амбициозни, са кључном речи „мора“, у испуњењу тешких захтева при извршавању сложених сегмената борбених и оперативних задатака. Очигледно да су Совјети били чврсти у ставу да са новим ловцем прекину своје заостајање у борбеној авијацији, а истовремено да заузму већи део светског тржишта са извозом. Желели су то постићи са авионом који поседује врхунске летне и борбене карактеристике, полетање и слетање са кратких полуприпремљених стаза. То је постигнуто са високом оптимизацијом решења у домену аеродинамике, концепције змаја авиона и конструктивних решења за његову структуру.
 Радови на развоју МиГ-29, под радном ознаком Производ бр. 9 (рус. изделие 9), започети су 1974. године. Развијено је и обезбеђено укупно 13 прототипова, у оквиру којих су 6 били двоседи. Први прототип (ПТ-1), полетео је 6. октобра 1977. године, са пробним пилотом Александром Федоровим. Американци су открили прототип авиона МиГ-29 са шпијунским сателитом у новембру исте године, у опитном центру "Жуковски", близу приградског насеља Раменскоје. Томе новом, непознатом авиону, Американци су дали ознаку Рам-Л. Изгубљена су два прототипа, у току испитивања. Укупно, сви заједно, прототипови су направили 2.000 летова, у функцији испитивања. Нажалост све предузете мере за убрзање програма нису дале резултат у скраћивању времена трајања развоја. Исти је далеко дуже трајао него што је уобичајено. Многа нова решења и технологије нису били сазрели пре доласка до конструктора авиона на конструкторску таблу и морали су се дотеривати у процесу развоја авиона. То се првенствено односи на мотор и електронске системе. Серијски стандард МиГ-29 је усвојен тек у августу 1983. године. То је 9 година до званичног завршетка, а до краја стварног развоја, далеко више.

## Производња
Производња дефинисаног серијског стандарда авиона МиГ-29, почела је 1982. године, у московском заводу № 30, некадашња фабрика "Знамја труда" (рус. Знамя труда). У ваздухопловну базу Кубинка, стигао је први авион на оперативна испитивања 1983. године, што је успешно и завршено 1984. Два ваздухопловна пука опремљена су авионима МиГ-29 1985. године, са потпуном преобуком летачког и техничког особља и са оперативном спремношћу. Први пут је јавно приказан МиГ-29 приликом званичне посете Финској, у јулу 1986. године. На ваздухопловној изложби у Фарнбороу, близу Лондона, МиГ-29 је приказан 1988. године. Светски војни стручњаци су били импресионирани са маневарским и осталим летним карактеристикама авиона МиГ-29, приликом те две међународне промоције.
До краја 1991. године, сматра се да је укупно произведено 1.723 авиона МиГ-29, од чега близу 200 двоседа МиГ-29УБ, у фабрици авиона "Сокол" у граду Нижњем Новгороду. Од тога је 840 примерака МиГ-29А за извоз. Ови подаци нису сасвим поуздани, разликују се према изворима. Микојан је наставио производњу унапређених варијанти, које припадају генерацији 4++ и да ретроактивно модернизује старије варијанте авиона, кроз процес модификација.

## Опис авиона
Змај авиона МиГ-29 је конципиран према класичној аеродинамичкој шеми, са хоризонталним репом. Специфичан је по упадљиво широком трупу и са два размакнута вертикална репа. Ширину трупа диктирају два мотора паралелно уграђена у њега, на већем растојању. Такав облик трупа даје допунски узгон авиону и ако је то решење мотивисано са очувањем другог мотора, у случају поготка једног са IC ракетом, типа ваздух—ваздух и земља—ваздух. Обезбеђен је нормалан лет авиона и са једним мотором, подразумева се да је то на ванредном режиму и по посебној процедури. Стреласто крило и широки труп, на предњој страни, су аеродинамички стопљени, са значајним издужењем унапред (стрејкови). Нападна ивица крила је под углом стреле од 42 степена, а нападне ивице стрејкова су под углом од 73 степена. Таква аеродинамичка шема обезбеђује стабилан узгон авиону и на великим нападним угловима и до 26 степени. Захваљујући таквој аеродинамици, МиГ-29 има изванредне маневарске карактеристике у лету. У заокрету постиже фактор аеродинамичког оптерећења од 9 „g” и одржава га дуже време. Добром маневру и добром напајању мотора са ваздухом доприносе и уводници, смештени испод трупа авиона, у правцу моторских гондола. Таква конфигурација има и позитивну последицу, кратких главних ногу стајних органа, а то значи да су им и мање масе. Ниско постављени уводници имају и недостатак, лако се усисавају механички предмети са стајанке и полетно—слетне стазе (ПСС). Да би се то спречило, у тим ситуацијама, затварају се аутоматски предњи улази уводника ваздуха, а отварају се шкрге уграђене на горњакама стрејкова. Шкрге се састоје од 4 процепа (на савременијим варијантама је 5) кроз које се мотори напајају са ваздухом, при раду на земљи и при полетању и слетању. Аутоматика отварања и затварања чеоних улаза и шкрга, повезано је са давачем (сензором) кинематике носне ноге стајних органа. Сензор положаја носне ноге, у току полетања, слетања и вожње сигнализира додир носне ноге са ПСС и главна врата усисника се затварају, а отварају се шкрге. При одвајању носног тачка од тла, отварају се главна врата, а затварају се шкрге.
Хоризонтални реп је целообртни и састоји се од две одвојене површине, међусобно размакнуте значајном ширином трупа.
На крилу се нападна ивица обара у функцији преткрилаца, при режимима лета на већим нападним угловима. Та се радња аутоматски одвија на основу сигнала о извученим главним ногама стајних органа (при полетању и слетању) и сигнала о великом нападном углу, са одговарајућих сензора. Преткрилца се обарају за 20 степени. На излазној ивици крила, на спољњем делу размаха, уграђена су крилца, а на унутрашњем закрилца. Крилца се диференцијално отклањају +/-20 степени, а закрилца при полетању и слетању за 25 степени.
За градњу структуре змаја авиона, коришћени су композитни материјали, у занемарљивој мери секундарне структуре, а обимније за носећу структуру, коришћене су алуминијумске легуре, литијум, легуре челика и титан.
При слетању се користи кочни падобран за скраћивање стазе трчања при слетању.
Позната маневарска фигура авионом Кобра (Пугачев маневар кобра) је потекла из совјетског ваздухопловства и прославила је сухојеве ловце, али је претходно извођена авионом МиГ-29. Незванично се сматра да је то извођење прво у свету. То указује на високе маневарске карактеристике овог авиона, без обзира што нема електричне команде лета.
|                                                                              |  |
| Положаји и путања авион, при извођењу маневра Кобра (Пугачев маневар кобра). |  |

### Погон
Погон авиона Миг-29 се састоји од два мотора Климов РД-33, интегрисана у доњи део трупа, заједно са усисницима постављеним у истој линији, на значајном међусобном растојању. Мотор Климов РД-33 је двопроточан, вишенаменски са степеном двопроточности од 0,48. Развијен је 1985. године, наменски за авион МиГ-29. Модуларне је конструкције, делови му се одвојено замењују и толерантан је на животну средину. Двоосовински је, једноставан је за одржавање и адаптиван је на услове рада, задржавајући добре перформансе. Током времена је унапређиван, кроз даљи развој, тако да је произвођен у више варијанти. Завршен је и развој концепције управљања са вектором потиска. Нови мотор РД-33 је опремљен дигиталним системом надзора, управљања и дијагностике.
За напајање мотора је обезбеђено је 6 унутрашњих резервоара са горивом укупне запремине од 4.365 литара. Четири резервоара су у трупу, а у сваком крилу по један. Резултат тога је недовољна аутономија лета (временско трајање) за совјетске/руске услове одбране ваздушног простора. За дуже остајање у ваздуху је предвиђено ношење спољнег резервоара од 1.500 литара горива, а новије варијанте носе 2 х 1.150 литара. Мањи број авиона, опремљен је са резервоаром који се поставља на леђа трупа авиона.
|                                                                                   |  |
| Базни двопроточни мотор РД-33 и побољшана верзија РД-33МК, за МиГ-29КУБ и МиГ-35. |  |

### Опрема
Ране варијанте авиона МиГ-29, опремљене су нападно—навигацијским системом РЛПК-29, који се састоји од импулсно—доплерског радара NO19E, оптоелектронских сензора за уочавање и праћење циља, ласерског мерача удаљености, система за навигацију ОЕПРНК-29 и аутономног нишанског показивача и усмеривача ICракете са погледом пилота, у његовој кациги. Ове системе подржава дигитални рачунар 100.02-02. Поред ових система, опрему МиГ-29 сачињавају:
- показивачи—индикатори
- ИЛС-31;
- систем за навигацију СН-29, са системом ваздушних података СВС-П-72-3-2И;
- радио—компас АРК-19;
- радио—висиномер А-037;
- маркер радио—пријемника А-611;
- радио—станица са краткоталасном везом Р-862;
- уређај за репродукцију говорних порука „АЛМАЗ-уп”;
- радарски одговорач УПС-3 и испитивач ЦП3-15 (систем легитимисања);
- уређај за упозорење о зрачењу Л006ЛМ;
- два контејнера БВП-30-26М и ППИ-26-1В, са 60 патрона мамаца за пасивну заштиту авиона;

#### Кабина
Концепција конструкције кабине авиона има директни утицај на видљивост пилота, у односу на окружење. Код авиона МиГ-29, значајно је повећана видљивост, у односу на решења код претходних авиона из ове фамилије МиГ. То је обезбеђено са већом калотом поклопца кабине и са подизањем седишта пилота, у односу на осу трупа авиона. Пилот је смештен у седишту К-36Д, са могућношћу катапултирања, по принципу „0—0” (на нултој висини и при нултој брзини). Седиште се доказало, у доста изнуђених случајева, као веома поуздано.
Пилот управља са командама лета преко класичне палице, постављене у раван симетрије авиона. Значајнији нагласак није стављан на ергономију кабине, што је традиционалан приступ код Совјета/Руса. Горњи показивач (енгл. HUD) и пренета слика у визиру кациге, су намењени за нишањење у борби. Остали део показивачко—управљачког система је класичан, што је видљиво и на слици унутрашњости кабине. Савременије варијанте поседују екранске показиваче са течним кристалом. Функције показивачко—управљачког система су осавремењене и повећане. На новим, модернизованим верзијама, уведен је и систем HOTAS (енгл. HOTAS).

#### Радар
МиГ-29 је опремљен импулсно—доплерским радаром NO19E (Сапфир 29) (НАТО ознака енгл. Slot Back), са могућношћу осматрања према доле и према горе (енгл. look-down shoot-down). Даљина откривања циљева, рефлексне површине 3–5 m², износи 70 до 100 km. Даљина откривања циљева веће рефлексне површине, на већој висини, износи више од 100 km. Радарске податке обрађује дигитални рачунар Ts100.02-02. Радар истовремено прати 8 циљева, а при вођењу ракете средњег домета, концентрише се само на један, изабрани.
Радар NO19E (Сапфир 29) не испуњава потребе авиона четврте генерације, због чега се приступило даљем развоју савременијих решења. Развијен је и савременији дигитални рачунар Ts100. Најсавременији радари, који пристижу из развоја у експлоатацију, су из фамилије „Жук”, а примењују се на напреднијим верзијама авиона МиГ-29, као што је МиГ-29М/М2. Са њима се остварује истовремено ажурирање више циљева и вођење више од једне ракете.
| |  |
| Радари Жук-МЭ и Жук-АЭ са фазираном антенском решетком, развијени за напредне варијанте МиГ-29 и друге савремене руске авионе. |  |

#### Остали сензори
Поред радара, нападно—навигацијском систему припадају и подсистеми: IC сензор, ласерски даљиномер, нишан на пилотској кациги и рачунар за обраду података и за управљање са комплетним системом. На визиру пилотске кациге је приказивање као на горњем показивачком екрану, првенствено елемената гађања циља. Са погледом кроз тај визир пилот прати циљ и наводи IC ракету на њега. Такво управљање са ракетом, са погледом, је у опсегу до 60°. Фузија рада ових подсистема, обрада њихових података и њихова употреба, аутоматизовани су преко дигиталне рачунарске подршке. Пример, када авион лети изнад облака и изненада је откривен циљ, као претња, пилот неће да укључује радар да не би открио своје присуство са његовим зрачењем. Одлучује се да га пасивно прати са IC сензором, захвата циљ и прати га. Када изненада авион улети у облак, у којем је IC сензор немоћан, аутоматски се укључује радар и наставља да прати циљ, а по изласку из облака се враћа на праћење са IC сензором. Фузија сензора на авиону МиГ-29, са аутоматском примопредајом циља, велика је предност у тактичком смислу. IC и ласерски уређаји откривају циљ на удаљености до 15 km, а ласерски даљиномер мери до 6 km.

### Команде лета
На почетном стандарду авиона МиГ-29 нису уграђене електричне команде лета, што је практично обавеза за ловачке авионе четврте генерације. Примењене су класичне команде лета, са механичким преносом командног сигнала од пилотске палице, до сервовентила хидрауличког покретача командних површина. У овоме кинематском ланцу је и систем аутоматске промене преносног односа АРУ-29-2. Систем АРУ-29-2 мења кинематски преносни однос између померања палице до померања улаза у серво вентил и од померања палице до улаза у опружни симулатор силе на палици, у функцији статичког и динамичког притиска ваздуха у току лета. На овај начин се адаптира систем команди лета авиона на промену режима са Маховим бројем. Тако се чува природни осећај пилота на палици о учињеном маневру и обезбеђује да не долази до преоптерећења и лома авиона на већим брзинама лета. Хидраулички покретач прихвата два сигнала, жељу пилота изражену померањем палице, пренето са кинематиком до сервовентила и истовремени електрични сигнал из рачунара команди лета, САУ—451. Рачунар САУ—451, у себи садржи пригушиваче осцилација авиона и аутопилот, око све три осе. Он оптимизира, по изабраним законима управљања, резултујући сигнал са којим се помера командна површина. У оквиру аутопилота је и функција враћања авиона у хоризонтални положај, при његовом паду у неправилни положај и губитку оријентације пилота. Ово се остварује са притиском пилота на инстиктно дугме, које се налази на врху пилотске палице. 
Хидраулички покретачи су неповратног принципа рада, што значи да нема повратног дејства од аеродинамичког шарнирног момента командне површине, према пилотској палици, сигнал се само природно преноси у једном смеру, од палице према аеродинамичкој површини. Хидро—покретачи су двокоморни и напајају се са хидро—уљем из хидро инсталације, под притиском од 19-22 MPa. Цео хидро систем се састоји од два равноправна, међусобно независна и једног помоћног подсистема. Умножавање подсистема је у функцији повећања поузданости напајања, посебно хидро—покретача команди лета. Сваку комору хидропокретача напаја по један независни хидро—систем. У случају отказа оба, аутоматски се укључује резервни систем, који напаја само по једну комору сваког хидро—покретача. Тада се прелази на безбеднији режим лета, најкраћим путем до најближег аеродрома за слетање авиона.

### Наоружање
МиГ-29 је наоружан са топом ГШ-30 и са спољним ракетним и бомбардерским наоружањем, које носи на 6 линија подвешавања (неке варијанте имају 9). Ракетно наоружање сачињавају ракете ваздух—ваздух и ваздух—земља. Ракете ваздух—ваздух су за блиску борбу, малог домета Р-60М и Р-73 и средњег домета Р-27РЭ и Р-27ТЭ, са радарским и комбинованим системом вођењем. Ракете ваздух—земља су невођене и вођене. Невођене се носе у лансерима, а калибра су од 57, 80, 122 и 240 mm. Вођене су Х-25М са пасивним радарским, полуактивним ласерским и радио—вођеним навођењем на циљ на земљи или мору. На авиону МиГ-29М су интегрисане Х-29 са ТВ или са ласерским вођењем, као и против—бродска надзвучна ракета Х-31А. Бомбардерско оружје сачињавају класичне невођене и вођене бомбе. Вођене бомбе су са ласерским вођењем Кс-29Л и Кх-25МЛ, а са ТВ Кс—29Т и КАБ-500 Кр. Предвиђено је да МиГ-29 може носити убојна средства и дејствовати против земаљских радарских система са против—радарским вођеним бомбама Кх-СД-31 и са против-радарским ракетама. Све је оружје интегрисано са системом за управљање са ватром, који је у оквиру нападно—навигацијског система.
|                                                                        |
| Типичне конфигурације наоружања са ракетама, у задацима ваздух-ваздух. |

## Варијанте
Развој варијанти авиона МиГ-29 се одвија у смеру померања према савременијој генерацији ловачких авиона и то кроз повећање количине унутрашњег горива, појачање и побољшање мотора, побољшање радара, увођење електричних команди лета, увођење технологија за смањење уочљивости, опремање и оспособљавање за вишенаменске задатке и побољшање експлоатационих карактеристика. Базна верзија авиона МиГ-29 (9-12) нема могућности за дејства ваздух-земља, кроз модернизацију је та карактеристика потпуно измењена. Напредне верзије су вишенаменске и то померене у четврту генерацију.

### МиГ-29А
Фронтовски ловац из почетне, иницијалне производње, под ознаком Миг-29 (9-12А). Произведен је у ограниченом броју примерака.
Серијска производња почела је 1982. године, у фабрикама авиона у Москви. Прва испорука авиона МиГ-29 Совјетском ратном ваздухопловству је почела 1983. године, а први примерак је стигао у ваздухопловну базу, у Немачкој 1986. године.

### МиГ-29Б
МиГ-29Б (9.12Б) је намењена верзија за савезнике, чланице Варшавског пакта. За треће земље, обезбеђен је модификовани, скромнији стандард, са лошијим карактеристикама. Наоружање тих авиона, се завршавало са ракетама Р-27Р1 и Р-27Т1. Практично тај стандард није био оспособљен за никаква дејства ваздух–земља, само је био за ваздух–ваздух.
МиГ-29БМ
МиГ-29БМ (4 генерација) је верзија која се ради у Белорусији реч је великој модернизацији, верзија чистог ловца сличне верзије као МиГ-29СМТ. То укључује наоружање, радар скромније могућности, и могућу опцију способности пуњења горива у ваздуху.

### МиГ-29УБ
МиГ-29УБ 9.51 (3 генерација) је двосед, намењен је за школовање, обуку и тренажу борбених пилота. Може да извршава једноставније борбене задатке, самостално и у групи. Поред летачке обуке на њему се врши и борбена обука у гађању, ракетирању и бомбардовању.
Без већих модификација, предњег дела трупа, уграђено је још једно седиште за инструктора, иза постојећег у продужену кабину. Продужење кабине је првенствено извршено на рачун размештаја и редукције постојеће опреме. У задњој кабини су поновљени подсистеми управљања и индикације, само они који су неопходни пилоту инструктору.
Од функција је практично искључена само употреба ракете Р-27Р, све је остало задржано (види у упоредној табели карактеристика, доле).

### МиГ-29С
МиГ-29С (9.13)
Основна варијанта не испуњава све услове четврте генерације и заостаје за њима, у многим сегментима. Првенствено у аспекту електронског ратовања (заштите и ометања), смањењу уочљивости, интеграцији и ефикасности спреге оружје нападно–навигацијски систем. Совјетско ратно ваздухопловство је желело већ у серијској производњи да побољша карактеристике електронског ратовања и поставило је такав допунски захтев. У тој функцији су у току 1988—1989 године издвојена и модернизована два авиона. Први № 405 је полетео у јануару 1989. године, а други № 404 у јуну 1989. године, са усавршеним нападно–навигацијским системом РЛПК-29М и системом за управљање са оружјем СУВ-29С. У лету је први пут у Совјетском Савезу изведено авионом МиГ-29 № 405 успешно истовремено лансирање две ракете на две издвојене мете, у ваздушном простору. Са тиме је потврђено успешно решење новог система за управљање са оружјем, за могућност симултаног или појединачног лансирања ракета на циљеве, у ручном или аутоматском режиму. Испитивање авиона № 404 и № 405 је завршено у септембру 1991. године.
МиГ-29С је усвојен у наоружање 1994. године, а серијска производња је лансирана са 50 примерака, од којих је 16 купила Црвена армија.
Изнети закључак је веома дискутабилан и није потпуно јасан.
| Закључак је:Миг-29С је опремљен са побољшаним радаром, повећана му је отпорност на ометање, реализована је могућност истовременог лансирања 2 ракете ваздух–ваздух на два различита циља, уведен је нови дигитални рачунар, интегрисана је ракета ваздух–ваздух проширеног угаоног дијапазона (од 26 на 28-30 степени) и оптимизиран је цео процес гађања циља у ваздушном простору. То је све заједно, значајно допринело повећању борбене ефикасности МИГ-29С, у вођењу борбе у ваздушном простору, у односу на изворни Миг-29. Постигнута је ефикасност, 2,5-3,0 пута већа, у односу на авион , а у односу на Рафал од 10%, а Мираж 2000-5 и JAS 39 грипен до 25% |

У оквиру ове варијанте, развијене су подваријанте:
- МиГ-29СМ — модификација Миг-29С. Побољшан је систем управљања са оружјем.

МиГ-29СМТ — модификација МИГ-29СМ. Повећана је количина горива и надограђена је опрема у кабини. О овој подваријанти је дато више података у посебном поглављу и у упоредној табели карактеристика.
- МиГ-29СЕ — извозна верзија Миг-29С.[13]

Наставак модернизације МиГ-29С је даље ишао у неколико праваца, што је и остварено у наведеним подваријантама. Једна од најзначајнијих је свакако МиГ-29СМ, која је настала из МиГ-29С у смеру побољшања намене дејства ваздух–земља и авион је добио вишенаменске карактеристике. Интегрисане су вођене ракете ваздух–земља Кс-29Т и модерније бомбе КАБ-500Кр са телевизијском главом, предвиђене за терене са малим неравнинама. Са овим средствима се дејствује аутономно без потребе осветљавања циља. Испитивање авиона, са овим оружјем, реализовано је 1995. године, а коначно је модернизација завршена и усвојена 1996.
Стручњаци процењују да авион МиГ-29СМ, наоружан са две КХ-29Т или са четири бомбе КАБ-500Кр, је исте ефикасности као амерички , а испред њега је по исплативости за исту врсту задатка за 15%, у односу на Мираж 2000-5 до 50%. Даље повећање борбених могућности је са интеграцијом против–радарских ракета Кх-31П, за уништавање радарских система на земљи и на бродовима.
Међународну промоцију је МиГ-29СМ имао на Буржеу, крај Париза, у јуну 1995. и 1997. године.

### МиГ-29М
МиГ-29М/М2 9.15 (4+ генерација) У току припреме серијске производње основне верзије авиона МиГ-29, у Бироу Микојан, почела су истраживања за развој вишенаменске варијанте, у циљу проширења његових могућности и повећања ефикасности. Та нова варијанта је добила ознаку Миг-29М, а за његов развој су постављени следећи задаци:
- повећање борбене ефикасности у ваздуху и у дејствима на земаљске циљеве;
- смањење борбених губитака;
- повећање времена остајања у ваздуху, долета и тактичког радијуса;
- побољшање услова боравка и извршавања задатака пилота, у кабини;

Реализацијом ових захтева, добио се вишенаменски ловац-бомбардер Миг-29М, чији је прототип полетео 1984. године. Постављени задаци су решени са увођењем побољшане опреме, нападно–навигацијског система, интегрисаног са ефикаснијим оружјем, посебно ваздух–земља. Интегрисан је савременији показивачки систем података и управљачки систем у кабини. Повећана је количина горива и повећане су перформансе погона. Без већих измена спољњег изгледа авиона, побољшана је аеродинамика, стабилност и управљивост и технологичност серијске производње. Повећан је распон крила и крилаца и модификована је излазна ивица хоризонталног репа. Једна од главних новина, јесте широко увођење нове алуминијумске легуре 01420–литијум у производњу структуре, са готово потпуном заменом система закивања, са увођењем заваривања. На овај начин је постигнуто смањивање масе структуре авиона. Са заваривањем су технолошки добијени херметички резервоари горива, те је избегнута потреба њихових накнадних заптивања. Са методом заваривања нове алуминијумске легуре 01420-литијум, израђен је цео предњи део трупа, са херметичком кабином пилота, под сталним одржањем диференцијалног притиска. Уведени су композитни материјали и саћаста структура, са чиме је додатно смањена маса, а и уочљивост са непријатељским радаром. Уведен је и нови и ефикаснији кочни падобран при слетању, а извршена су и одређена дотеривања стајних органа, са ефикаснијим фрикционим кочницама. Кочни падобран, површине 17 m², замењен је са новим од 26 m². Замењене су аеродинамичке кочнице, које су биле између издувника мотора на задњем делу трупа, са новом, постављеном на леђа трупа и са површином од 1 m².
Једна од револуционарнијих модификација је увођење електричних команди лета. Уведен је четвороканални дигитално–аналогни систем, са чиме су створени предуслови за смањење уздужне статичке нестабилности, са преласком и у нестабилну област. Са овим је отворен пут за побољшање перформанси и маневра авиона, без измене масе и погона.
Наменски, за варијанте МиГ-29М и МиГ-29К, развијен је мотор РД-33К, са новим компресором ниског притиска и са оствареним већим потиском, у односу на базни РД-33. Потисак без допунског сагоревања је повећан на 53,9 kN, а са допунским сагоревањем на 86,3 kN, а специфична потрошња горива је смањена за 7%. Мотор РД-33К је опремљен новим системом за управљање и регулисање процеса рада, уместо претходног хидрауличко–електронско–аналогног, уведен је електронско–дигитално–хидро–механички. Нови систем је високе поузданости и са малом временском константом (брз прелазни процес). Заштита мотора од усисавања страних предмета, при полетању и слетању, је и на овом авиону са решењем затварања чеоних улаза усисника и са улазом ваздуха кроз шкрге, на горњаци стрејкова. Међутим, пошто за ове побољшане моторе није довољна та количина ваздуха, допунско је усисавање и кроз отворе у гондолама главних ногу стајних органа. Унутрашњи резервоари горива су повећани за 1.500 литара, тако да је укупна запремина прешла 5.800 литара, а са три спољашња резервоара се достиже укупна запремина горива од 9.800 литара. Са овим се повећава долет авиона за 30–40%.
МиГ-29М је опремљен новим системом за управљање са оружјем СУВ-29М, који је заснован на радарском нишанском уређају РЛПК-29УМ и опто–електронском систему за навигацију и нишањење ОЭПрНК-29М, које подржавају дигитални рачунари Ц101 и Ц100, са новим софтвером. Импулсно–доплерски радар Жук-МЭ може да прати до 10 циљева истовремено, стим што 4 континуално ажурира.
Сензорски опто–електронски комплекс је унапређен и састоји се из:
- пеленгатора са осетљивим новим IC пријемником, са дубоким хлађењем, при чему је неколико пута повећан опсег детекције циљева за исту топлотну задњу и предњу полу–сферу зрачења (у поређењу са претходним);
- камере за детекцију циљева у ваздушном простору и на земљи на већим растојањима (постоји мод за праћење телевизијских корелација на земљи);
- спрегнутог пеленгатора, ТВ камере и ласерског даљиномера–озрачивача већег капацитета.

Интегрисано је ефикасније оружје већег асортимана, приказано у наредном прегледу комбинација подвешавања, а детаљнији подаци о авиону, приказани су у доњој табели упоредних карактеристика.

### МиГ-29УБМ
МиГ-29УБМ је двосед вишенаменског, унапређеног ловца МиГ-29М, знатно се разликује од двоседа основне верзије МиГ-29УБ. Разлике су у опреми и њеној интеграцији, размештају резервоара горива и знатно је веће способности. Специфичности ове варијанте су:
- уградња електронских показивача, комуникационе опреме између пилота и интеграције савременог рачунара;
- повећана је аутономија (трајање) лета, са увођењем допунских резервоара горива;
- поседује вишенаменски радар Н010М, Жук-М и одговарајуће савремено вођено оружје.

Први прототип МиГ-29УБМ је завршен крајем маја 1998. године, а полетео је у августу исте године, а други је крајем 1999.

### МиГ-29К
МиГ-29К (4+ генерација.) је морнарички (палубни) ловачки авион, развијен је из сувоземне варијанте МиГ-29М. Намењен је за ваздухопловну заштиту поморских јединица и њихових пловних објеката, у било коме делу океана и мора. Развој авиона МиГ-29 је започет почетком 1980-их, када су створени услови у морнарици за оперативну употребу морнаричких (палубних) авиона. Његов прототип је направио први лет 23. јула, 1988. године, са пробним пилотом Т. Абариковим, а у новембру 1989. је извео прво слетање на палубу брода Адмирал Кузњецов (носач авиона). У односу на базни авион повећана је површина крила и хоризонталног репа, са издужењем нападне ивице. Ојачани су стајни органи због прописа за грубље слетање и уграђена је кука за хватање еластичног ужета за кочење при слетању на палубу брода. У периоду од 1989—1991. године, МиГ-29К је претрпио доста измена, кроз развојна испитивања у лету. Уведен је вишефункционални радар, под називом „Жук“, кабина је модернизована са савременим екраном и уведен је систем управљања обе руке су стално на ручицама за управљање, систем  (енгл. hands on throtle and stick). Пренето је решење електричних команди лета, са варијанте МиГ-29М. Уведено је ново наоружање, ракете ваздух–ваздух, против–радарске и ваздух–земља, све са новим и прецизним системима вођења. Задржан је топ и остало постојеће наоружање, а у преоптерећењу је могуће носити и до 9.000 kg масе спољњег терета. Оспособљен је за пријем горива у лету и за претакање са другим ловачким авионима у ваздуху, са тим што му се дотични уређај за ту функцију увлачи и извлачи из трупа, према потреби. За погон су интегрисани побољшани мотори РД-33К.
У градњи структуре авиона је значајно повећана примена композитних материјала. Заштита мотора од усисавања страних предмета, при полетању и слетању, је и на овом авиону као на варијанти МиГ-29М. Крила се склапају при паркирању авиона на бродовима, тако да заузимају мањи простор.
Интегрисани радар „Жук–МЕ“ је напредна варијанта настала од базног Н010 „Жук“, код кога су уведене додатне функције према тлу, обухватајући и мапирање терена. Побољшава детекцију и обраду сигнала и до 120 km циљева површине од 5 m², прати до 10 циљева а ажурира до 4. Маса му је 220 kg, са антеном је са електронским скенирањем по азимуту +/- 85 степени и +56/-40 по елевацији. Овај радар у комбинацији са другим сензорима обезбеђује нападно–навигацијском систему високе карактеристике за дејство оружја ваздух–море и ваздух–земља.
Нападно–навигацијски систем обезбеђује авиону МиГ-29К лет изнад великих пространстава океана и проналажење матичног брода за слетање.
Ношење терета/оружја, у разним типичним комбинацијама, на авиону МиГ-29К, потпуно је идентично као и на варијанти МиГ-29М, из кога је и настао.

### МиГ-29КУБ
МиГ-29КУБ (4+ генерација) је двосед верзија морнаричког авиона МиГ-29К, са два седишта, односно са два пилота. Идентичан је са једноседом, а намењен је за обуку пилота и за пуноправно извршавање борбених задатака. Развијен је за потребе индијске војске, којима више одговара двосед за борбену употребу. Први његов лет је био у руском опитном центру Жуковски 22. јануара 2007. године.

### МиГ-29СД
МиГ29СД (4 генерација.)

### МиГ-29СМ
МиГ-29СМ (9.12СМ,9.13СМ, 4 генерација) Због ранијих немогућности увођења МиГ-29М/2, корпорација Микојан током 90-тих морала се посветити припреми пакета модернизације, тако је започет рад на модификацији Мигова 29С (9.13С), која је тада у то време била најмодернија варијанта у оперативној употреби, тако се 1995 појавио вишенаменски авион МиГ-29СМ. Модернизација је углавном подразумевала интеграцију вођеног наоружања ваздух-земља као и модификације електронске опреме и радара. Поседује вишенаменски радар N019ME који представља модификацију радара N019M у авионима МиГ-29С (9.13). Модификовани радар може пратити 10 циљева а истовремено имати захват на 2.Уведен је нови радиолокациони канал ARLK са аутономним рачунаром MVK-04.Ради примене телевизијских вођених убојних наоружања, у систему за управљање ватре СУВ уведен је телевизијски вођени канал.Уз модификацију СУВ-а се омогућава да се телевизијске главе за самонавођење буду приказане на вишенаменском дигиталном колор дисплеју MFI-54 који је уграђен уместо радарског показивача, модернизован је такође и оптоелектронски нишанско-навигациони систем, такође додат је и нови вишенаменски централни рачунар, навигацијски систем уз примену GPS-а, као и магистрала података MIL-STD-1553B.Ова верзија има и могућност ношења поткрилних резервоара као то је PTB-1150 и то два комада.У авиону су уграђивани мотори РД-33 серије 2, са ресурсом од 1000 сати, као и мотори серије 3 са ресурсом од 2000 сати.Носивост је повећана на 4000кг спољашњег терета који се могу накачити на шест поткрилних носача. Наоружање чини ракете ваздух-ваздух:Р-77 (највише шест ракета Р-77РВВ-АЕ), Р27 (највише две ракете Р27Р/Р1/ЕР или Р27Т/Т1ЕТ) и Р-73 (највише шест ракета Р-73/Е/Л), ваздух-земља од тога највише две телевизијски самонавођене ракете Х-29Т/ТЕ или до четири телевизијски самонавођене бомбе КАБ-500КР/КАБ-500-ОД. За сада тренутно овакву или сличну модернизацију поседују авиони МиГ-29 из Сирије, и Перуа(МиГ-29СМП).

### МиГ-29СМТ
МиГ-29СМТ 9.17,9.18,9.19 и МиГ-29УПГ 9.20 (4 генерација, приближна 4+ генерацији.) је вишенаменски тактички ловац, настао је кроз усавршавање МиГ-29СМ (Такође су коришћене и одређене компоненте из МиГ-29М 9-15), са увођењем пакета нове авио—опреме, повећањем асортимана и квалитета оружја и повећање дужине трајања (аутономије) лета. Његов прототип је направио први лет 1998. године. У оквиру модернизације, уграђена су два резервоара горива у труп. Повећана је укупна количина унутрашњег горива за 2.020 литара (1.585 kg). Изведена је горивна инсталација и за допунске спољне резервоаре горива. Направљена је и опција могућности постављења уређаја за прихват горива у току лета. Монтажа овог уређаја траје око 2 часа. Заштита мотора од усисавања страних чврстих предмета је идентично решена као и на авионима МиГ-29М и МиГ-29К. Коришћен је специјални премаз спољне (оквашене) површине змаја авиона, за упијање радарских зрака и на тај начим му се смањује радарски одраз, односно смањује му се уочљивост. Чеона радарска уочљивост авиона Миг-29СМТ је смањена, за више од 10 пута, без смањења перформанси лета. Са овим смањењем уочљивости авиона Миг-29СМТ, повећана му је борбена ефикасност у целини за двоструко, у ваздушној борби против авиона који немају смањење радарске уочљивости. Ова варијанта авиона МиГ-29 је први озбиљнији одговор у такмичарским захтевима светског тржишта борбених авиона, у датом тренутку, који су изнад нивоа четврте генерације (4+).
Варијанта МиГ-29С и њене подваријанте, као што је и МиГ-29СМТ, посебно су карактеристичне са увођењем ракета средњег домета из фамилије Р-27. Ова сверакусна ракета има високу ефикасност у више подваријанти система вођења. Радарски полуактивно, самонавођење на топлотни извор и комбиновано. Изведена је у две верзије ракетног погона, стандардног и са повећаним потиском. Поред ове ракете, интегрисано је и друго прецизно и ефикасно оружје, као нпр. са ТВ главом за навођење, са пасивним радаром, са ласером итд. Типичне комбинације интегрисаног оружја на МиГ-29СМТ, дато је у наредном прегледу подвешавања спољних терета.
При конципирању авиона МиГ-29СМТ, отклоњени су сви евидентирани недостаци, уочени на старијим варијантама у њиховој експлоатацији. Кабина је модернизована, посебно показивачки и управљачки системи. Уведени су савремени показивачки екрани (дисплеји), са поједностављеном симболиком за очитавање података. На екранима се показује и географска карта терена, као и слика мета на земљи. Први пут на авионима мигове велике породице, уведена је технологија интеграције авионских система преко магистрале података  1553, отворене архитектуре, за прихват новог хардвера и софтвера. Уведен је и систем управљања при коме пилот, током лета и током вођења борбе, држи обе руке на палицама и истовремено управља авионом, његовим системима опреме и са оружјем. Ријеч је о систему HOTAS (енгл. hands on throtle and stick), као и на варијантама МиГ-29М и МиГ-29К.
Систем навигације је заснован на инерцијалној централи сензора и увезан је у глобалну сателитску мрежу, комбинујући примљене податке о позицији, од 12 сателита. Пилоту је обезбеђено одређивање тренутне локације са великом тачношћу, са грешком испод 50 m.
Фундаментално је промењен и систем техничког одржавања на ловцу МиГ-29СМТ, који је први војни авион у Русији, који ће се одржавати „према стварном стању” а не према прописаним временским роковима (лимитираном ресурсу). Такав приступ ће значајно смањити трошкове оперативне употребе авиона МиГ-29СМТ, уз повећање ресурса са 4.000 на 6.000 часова (до века употребе од 30 година). То доводи до смањења трошкова једног сата лета за 40%, што повећава исплативост Миг-29СМТ, у поређењу са претходним варијантама, за више од три пута.
Више детаља о варијанти авиона МиГ-29СМТ је дато у упоредној табели карактеристика.

### МиГ-29УБТ
МиГ-29УБТ (9.51T,9.52) је двосед, развијен је из МиГ-29СМТ, са продужетком предњег дела трупа за 100 mm, за смештај другог седишта. Првенствено је намењен за обуку пилота. Ученик седи напред а инструктор на задњем седишту. Инструктор има на располагању перископ, који извлачи при надгледању полетања и слетања. Оба седишта су избацива, типа К-36ДМ. МиГ-29УБТ је паралелно развијан са авионом МиГ-29СМТ, започет је 1998. године. Обадва су идентичне геометрије, изузев предњег дела трупа, летне карактеристике су им сличне. Код МиГ-29УБТ су елиминисани сви недостаци уочени на основном двоседу МиГ-29УБ, првенствено је продужено време остајања у ваздуху. Пошто је МиГ-29УБТ настао од савременог ловца МиГ-29СМТ, представља снажан и ефикасан вишенаменски ловачки авион са два седишта. У неким задацима, где је пресудна помоћ другог члана посаде, има и предност у борби и у односу на МиГ-29СМТ. У тим борбеним задацима пилот седи на предњем седишту, а оператор на задњем. Његова је помоћ значајна у радњама око података о циљевима и око управљања са оружјем. Поклопац кабине је интегрални и заједно покрива оба простора, за оба члана посаде.
За разлику од МиГ-29УБТ 9.51Т , МиГ-29УБТ 9.52 је опремљен радаром „Оса–2“, са антеном са електронским скенирањем. Открива циљ величине ловачког авиона на удаљености од 85 km, а прати га до удаљености од 65 km. Скенира по углу азимута од 60 степени. Открива до 8 циљева а ажурира и даје податке ракетама за до 4 циља. Интегрисано је све оружје као и на варијанти МиГ-29СМТ.

### МиГ-29ОВТ
На ваздухопловној изложби у Москви „МАКС Аиршоу“, 2001. године, промовисано је решење управљања са вектором потиска на авиону МиГ-29, са додатим ознакама „ОБТ“. Овај демонстратор нових Мигових технологија је претходник и прототип новог типа авиона, који је развијен из МиГ-29 и серијски се производи под ознаком МиГ-35.
Управљање са вектором потиска мотора, омогућује се супер–маневар авиона и на минималним брзинама лета. На овај начин се прави већа и бржа промена момента за потребну ротацију око одговарајуће осе и већи прираст силе дуж оса за транслацију авиона, потребних за жељени маневар. Управљање вектором потиска у комбинацији са отклањањем аеродинамичких командних површина, помоћу интегралних команди лета, ствара услове за супер–маневрисање авиона, видљиво на видео филму, у датој референци.
На прототипу МиГ-29ОВТ су интегрисани мотори РД-33, са издувним цевима које се могу закретати за 15 степени, сферно у свим правцима. Поред те новине уведена су и друга побољшања у односу на базни авион МиГ-29М, од кога је МиГ-29ОВТ и настао. Повећан је долет на преко 2.100 km, побољшана је опрема, асортиман, ефикасност и управљање са оружјем, активна и пасивна заштита, систем HOTAS (енгл. hands on throtle and stick), итд. Мотори су померени уназад, са чиме је ослобођен простор за уградњу додатних унутрашњих резервоара горива, у трупу авиона.
Са увођењем ових технологија и осталих побољшања, реализован је прототип МиГ-29ОВТ претеча ловачког авиона високе агилности и борбене ефикасности. На њему је демонстрирана и доказана опрема за серијски авион МиГ-35, која ће му омогућавати и самосталне операције и изван глобалног система.

### МиГ-29Г / МиГ-29ГТ
МиГ-29Г / МиГ-29ГТ су настали стандарди са надоградњом немачких Миг-29A / 29УБ, наслеђених из бивше Источне Немачке. Надградња је реализована према НАТО стандардима, а у сарадњи руског Микојана и Дајмлер Крајслер ерспејс (енгл. DaimlerChrysler Aerospace).Немачка Демократска Република (Источна Немачка) је купила 24 авиона МиГ-29 (20 МиГ-29А и 4 МиГ-29УБ) који су ушли у оперативну употребу 1988. године. Након уједињења, 1990. године, интегрисани су у ваздухопловство Немачке, као МиГ-29Г и МиГ-29ГТ, после модернизације по НАТО стандардима. Немачки пилоти су до последње употребе 2003. године направили преко 30.000 сати лета на авионима МиГ-29Г/ГТ. У марту 1991. године један МиГ-29 је упућен у Америку.Један МиГ-29 је уништен 25. јуна 1996. године, због грешке пилота. Преостала 22 МиГ-29 су продата Пољској, септембра 2003. године.

### МиГ-29АС
Словачки авиони МиГ-29 се модернизују у реализацији Микојана, у сарадњи са ваздухопловним фирмама из западних земаља, по НАТО стандардима.
 Модернизација садржи увођење савремене навигационе и комуникационе опреме, вишенаменских приказивача у кабини, дигиталних процесора и интеграцију преко магистрале података  1553, отворене архитектуре и за каснију надоградњу и проширење опремања. Замењена су стакла на пилотској кабини авиона. Наоружање је задржано постојеће.

### МиГ-29 снипер
Ваздухопловна индустрија Израела је сарађивала са румунским ваздухопловством на модернизацији авиона МиГ-21. Сарадња на модернизацији румунских авиона МиГ-29 је уговорена у саставу Ваздухопловне индустрије Израела, немачког Дајмлер Крајслер ерспејса, а сада EADS и руског Микојана Уговор је закључен, реализација је почела па касније обустављена, због економске кризе и румунског проблема са буџетом.
Пакет модернизације садржи увођење:
- дигиталног рачунара мисије;
- интеграције са магистралом података MIL 1553B;
- нове авио–електронике, западног порекла;
- нападно–навигацијског система;
- вишенаменског показивача у кабини;
- упозорења радарског осветљења;
- система HOTAS (енгл. hands on throtle and stick);
- рачунара ваздушних података.[13][45][46]

### МиГ-29МУ1
МиГ-29МУ1 (4 генерација) је украјинска делимична модернизација извршена на МиГ-29С (9-13), која је извршена у ваздухопловном заводу ЛДАРЗ (LDARZ) из Лавова.
Модернизацијом обухвата замену старије електронске опреме, заменом навигацијског система А-323 који је замењен домаћим системом сателитске навигације SN-3307-01, модификован је VHF/UHF радио R-862M1, додат је ICAO компатабилни транспондер A-511, модификован је снимач летних података Tester-U3L, као и систем за упозорење пилота Ekran-13M-4.Домет радара повећан за око 30%.Иако је модернизација одрађена почеши од 2009 на 8 украјинских МиГ-29 (9-13), поред одређених побољшања модернизовани ваздухоплови, наоружање је остало исто.

#### МиГ-29МУ2
МиГ-29МУ2 (4 генерација са елементима 4+.) За разлику од претходне модернизације МиГ-29МУ1, нова модернизација МиГ-29МУ2 представља далеко бољу модернизацију.Нова модернизација ће и овог пута имати одређене измене у систему управљање ватром како би се интегрисале ново наоружање украјинске производње В-3. Интеграција нових вођених бомби ваздух-земља, биће омогућено унапређењем система за управљање ватром 20PM, унапређење интегрисаног система за навигацију и слетање Kurs-93M, нови вишенаменски доњи показивач, систем за праћење и контролу мотора BOD-88, магистрала података MSD-2000.Систем за аудио и видео снимање за контролу активности пилота, авионских система и употребу наоружања.Систем за радио електронске заштите Омут. Укључује се и увођење нових савремених ракета дугог и кратког домета Р-27 и Р-73 које се производе у Украјини, са новим самовођеним и вођеним главама. Испитивање пробне модернизације ће се обавити у току 2018, док би се државна испитивања обавила у току 2019, а ако све буде успешно серијска модернизација би могла да почне током 2020. Процењује се да би завод могао да у току године изврши око 12 модернизација МиГ-29 на стандард МиГ-29 МУ2. Завод ради и на још савременијој варијанти модернизације МиГ-29 МУ3.

### МиГ-35
МиГ-35 и његов двосед МиГ-35Д, (4+ и 4++ генерација.) настали су из МиГ-29К/КУБ и МИГ-29М / М2, са увођењем управљања са вектором потиска мотора, што је потврђено преко демонстратора тих нових технолошких решења, са прототипом МиГ-29ОВТ. Такође је предвиђено и увођење AESA радара.

### Перспектива даљег развоја МиГ-29
Дугачак ланац варијанти модернизованих авиона МиГ-29 доказује да је у питању концепцијска основа са великим потенцијалом, за развој и надградњу решења, актуелних за дужи временски период. МиГ-29 ће са својом виталношћу, попуњавати простор између четврте и пете генерације ловачких авиона и у наредне две деценије. Адекватна је замена за масовно произведени и дуго коришћени ловачки авион друге генерације МиГ-21. Развијан је са јасном визијом непрекидне актуелности вођења блиске борбе ловачких авиона у ваздушном простору. У оквиру тога схватања, као непроменљиве и неопходне карактеристике ловца, на авиону МиГ-29 је надграђен концепт фузије сензора. Искуство је показало и после 20 година, од полетања прототипа авиона МиГ-29, да исти са својим особинама супер–маневрисања није ограничавајући фактор у блиској борби, већ само пилот са својом издржљивошћу оптерећења од постигнутог убрзања у маневру. Значај и начин блиске борбе у ваздушном простору, са авионом МиГ-29, је остао исти као са некадашњим двокрилцем из периода Првог светског рата. Са авионом МиГ-29 се увек има предност у блиској борби, са повољним положајем и остварене временске предности првенства за отварање ватре, у односу на противника. Кроз модернизацију се перманентно побољшавају његове остале карактеристике. Потенцијал даљег развоја авиона МиГ-29 се сагледава у областима:
- повећања долета и времена остајања у ваздуху, са повећањем запремине унутрашњих резервоара горива;
- побољшања система аутоматизације управљања и регулације рада мотора, са увођењем дигиталних система и са даљим развојем система управљања са потиском;
- увођење нове генерације мотора са увођењем савременијих технологија;
- осавремењавања опреме, посебно са увођењем вишенаменског радара на бази нових технологија, са повећаним перформансама и отпорности на ометање;
- интеграције у савремене системе глобалне навигације;
- увођења нових опто–електронских система на бази ласера, топлотних и телевизијских сигнала;
- увођења савременије опреме у спољним контејнерима за ометање и извиђање;
- увођења прецизнијег и ефикаснијег наоружања и са повећањем његовог асортимана;
- увођења технологија за смањење уочљивости;
- увођења техничких измена и система одржавања у циљу повећања ресурса, исте мере се предузимају и за мотор, што значајно продужава укупан век употребе авиона;
- повећања носивости корисног терета до 5.500 kg.[13][38][39]

## Ретроактивна модернизација авиона МиГ-29
Искуствено је доказано да је авион МиГ-29 веома флексибилан и исплатив за прихват нових технологија кроз модернизацију и модификације. Са друге стране велика је разлика у перформансама кључних његових система на почетним варијантама, у односу на последње, најновије. Из тих разлога и пошто има у оперативној употреби велики број старијих варијанти, развијено је више модификационих пакета модернизације од Микојана, у сарадњи са ваздухопловним фирмама са запада. Ваздухопловна индустрија Израела је развила свој пакет, у сарадњи са Микојаном, користећи искуство стечено на авиону МиГ-21. То је постао уносан посао за фирме ваздухопловне индустрије, у попуни запошљавања својих капацитета у временском простору између већих програма.
Готово сва ваздухопловства, која поседују авионе МиГ-29 старијих варијанти, покренули су програме њихове модернизације, ради подизања борбене ефикасности ових авиона, сагласно савременим захтевима.
Руско ратно ваздухопловство, почело је програм надоградње за 150 својих авиона МиГ-29, који ће бити доведени на стандард Миг-29СМТ.
Јеменско ваздухопловство надограђује својих 12 авиона на стандард Миг-29СМТ. Први је био испоручен у октобру 2004. године.
Немачки Дајмлер Крајслер ерспејс, а сада EADS, у сарадњи са Микојаном, надограђује 22 авиона МиГ-29 пољског ваздухопловства. Пољска армија има услов да своје авионе доведе на НАТО стандарде, пре уласка у алијансу. Предност за EADS је стечено искуство на модификацији авиона МиГ-29С, из својине бивше Источне Немачке. EADS се придружио, Израелцима и Микојану у понуди пакета за модернизацију румунских МиГ-29. Потписани уговор је замрзнут због проблема финансирања.
У фебруару 2004. године, Микојан и EADS су потписали споразум за надоградњу 12 авиона МиГ-29 словачког ратног ваздухопловства. Надоградња укључује уградњу савремене опреме западног порекла за навигацију и комуникацију и систем за легитимисање авиона, по НАТО стандардима. Руска компанија испоручује сва нова стакла кабине и вишенаменске екранске показиваче у кабини и дигиталне процесоре. Испорука модернизованих авиона је завршена у 2007. години, са успешном реализацијом.
У децембру 2006. године, Индија је закључила уговор са Микојаном, за надоградњу својих 66 старијих авиона МиГ-29. Надоградња укључује и уградњу нових мотора РД-33, авио–електронике и радара.
Перуанско ваздухопловство и руски Микојан су закључили уговор за модернизацију 19 авиона МиГ-29, на савремен стандард генерације 4+, МиГ-29СМТ, 12. августа 2008. године.
У првој половини 2009. године, успешно је завршена модернизација 16 бугарских авиона МиГ-29 у Русији. Уговор је закључен у априлу 2006. године.
Српско Ваздухопловство је тражило и пре НАТО агресије модернизацију својих авиона МиГ-29, за шта нису постојали ни политички ни економски услови. За преостале авионе је и даље, још израженија потреба за њихову модернизацију.

## Оперативна употреба

### Борбена употреба у Југославији (СФРЈ/СРЈ) /Србији
Према дугорочним плановима опремања Југословенског ратног ваздухопловства, било је предвиђено увођење у оперативну употребу вишенаменског Новог авиона, после 1995. године. Програм реализације, за Нови авион, је урађен и разматран 1986. године и тада је процењено да треба, у међувремену извршити интервентну набавку ограниченог броја ловачких авиона, за испомоћ постојећим и застарелим МиГ-21. На основу те одлуке извршена је набавка само 14 једноседа МиГ-29Б и два двоседа (наставна) МиГ-29УБ од Совјетског Савеза 1987. године. Цена једног МиГ-29 без наоружања била је 15,9 милиона долара. Ови авиони су уведени у оперативну употребу у 127. ЛАЕ (ловачку авијацијску ескадрилу), касније названу „витезови“, у саставу 204. ловачког авијацијског пука, стационираног на Батајничком војном аеродрому, поред Београда. Авиони су добили службену ознаку Л-18 (Л- ловац и 18- редни број) и НЛ-18 за УБ двосед верзију (НЛ- наставни ловац). 
Авиони МиГ-29 су добили званичне евиденцијске бројеве:
- МиГ-29Б: № 18101–18114
- МиГ-29УБ: № 18301 и № 18302

После распада СФРЈ, ови авиони су ушли у састав ратног ваздухопловства СРЈ. За време ембарга, за трговину са наоружањем и са војном опремом и при војној и економској блокади, стање све војне опреме, па и ових авиона се драстично погоршало. То је додатно повећавало разлику у укупној борбеној готовости и ефикасности, у односу на потребну, изазвану са условима спољњег фактора претњи. Мали број авиона и чињеница да су из почетних инфериорних варијанти, са недостатком резервних делова и при кршењу стандарда и прописа за њихово техничко одржавање, још више је погоршало укупно лоше стање борбене готовости.
У току развоја кризе, њене кулминације и у тренутку почетка НАТО агресије, цео простор СРЈ и шире, је био под сталним електронским кишобраном, осматран и ометан. Систем НАТОа је био заснован на доказаним искуствима заливског рата, на принципу потпуне контроле ограниченог ваздушног простора, са извиђачким сателитима, са авионима AWACS, са сталним дежурством више десетина најсавременијих борбених авиона у ваздуху и са електронским системима стационираним на бродовима на Јадрану и у копненим базама у окружењу. У таквим условима не би имало никакве шансе за одбрану ни веома моћно, бројчано и технички јако ваздухопловство, а поготово не састављено од неколико авиона МиГ-29 старијих варијанти, коришћених 12 година, који нису оспособљени за аутономно дејство (изван интегралног система). Када је НАТО агресија на СРЈ почела, свако полетање југословенског авиона МиГ-29 (поготово других) било је једнако самоубиству, у таквим условима бројчане инфериорности, фактичке уочљивости и праћења још од фазе стартовања мотора и у условима потпуног ометања рада његових система, посебно радара. Ниједан од тих пилота није имао шансу да открије противника нити његову лансирану ракету, а камоли да им се приближи и ступи са њима у блиску борбу. При томе треба имати на уму да ниједан југословенски пилот није имао никакво реално борбено искуство, за разлику од пилота алијансе.

#### Оборени авиони МиГ-29 у току лета
- 24. март 1999. године
  -  18106 (МиГ-29Б) , са пилотом мајором Предрагом Милутиновићем „Грофом“, оборен је у близини Крушевца. Пилот се катапултирао и преживео. Оборен грешком од стране ПВО ВЈ. Полетео је са Аеродрома Слатине.
  -  18112 (МиГ-29Б) , са пилотом мајором Иљом Аризоновим, оборен је у близини Приштине. Пилот се катапултирао и преживео. Полетео је са Аеродрома Слатине.
  -  18111(МиГ-29Б), са пилотом мајором Небојшом Николићем, у близини Титела. Пилот се катапултирао и преживео. Полетео је са Аеродрома Слатине.
- 26. март 1999. година 
  -  18114 (МиГ-29Б), са пилотом мајором Слободаном Перићем, оборен у подручју Угљевика, БИХ (Република Српска). Пилот се безбедно катапултирао и приземљио, са падобраном. Полетео је са Аеродрома Батајница.
  -  18113 (МиГ-29Б), са пилотом капетаном I класе Зораном Радосављевићем, оборен је изнад Ваљева. Пилот је погинуо. Полетео је са Аеродрома Батајница.
- 4. мај 1999. година
  -  18109 (МиГ-29Б), са пилотом потпуковником Миленком Павловићем. Пилот потпуковник Миленко Павловић је био Командант ловачког пука и на овом задатку је погинуо.[3][49][51][52][53]

#### Уништени авиони на земљи
Уништени на земљи бомбардовањем и ракетирањем авио–база и аеродрома.
- 18103 (МиГ-29Б 9.12Б , произведен: 28.11.1987) - Уништен 27. априла 1999.
- 18107 (МиГ-29Б 9.12Б , произведен: 08.12.1987) - Уништен 24. марта 1999.
- 18302 (МиГ-29УБ 9.51 , произведен: 01.09.1987) - Уништен 27. априла 1999.
- 18104 (МиГ-29Б 9.12Б , произведен: 04.12.1987) - Уништен 11. маја 1999, на нишком аеродрому.Овим авионом је 24. марта 1999 на борбеном задатку управљао мајор Драган Илић, био је погођен, али је успео да слети са оштећеним авионом.

#### Неборбена дејства
- Током неборбеног лета, у удесу при слетању на аеродром Поникве уништен је авион Миг-29Б  18110, пилот мајор Слободан Тешановић се катапултирао и није повређен, 4. маја 1999. године. (МиГ-29Б 18110 произведен 14.12.1987 )

#### Оперативна употреба после НАТО агресије
После НАТО агресије преостала су четири авиона МиГ-29Б и један МиГ-29УБ. Њихова оперативна употреба је настављена у отежаним условима протеклог ресурса, недостатка резервних делова, горива и другог потрошног материјала. Њихов налет је био све мањи и коначно су отпремљени у Русију на ремонт. Било је логично да се у томе процесу и изврши и њихова модернизација на стандард МиГ-29СМТ, али то није урађено због недостатка буџета. Ови преостали авиони МиГ-29, после ремонта из Русије, су распоређени у новоформирану 204. авио–базу. Први авион је стигао са ремонта у децембру 2007, а последњи, до половине 2008. године. Један МиГ-29Б је изгубљен у удесу 2009, тако да је Србија до доласка авиона донираних из Русије имала само 3 МиГ-29Б и 1 МиГ-29УБ.

### Оперативна употреба ратног ваздухопловства Србије

#### Оперативни ваздухоплови
Тренутно у оперативној употреби су 15 авиона МиГ-29, у различитим верзијама.
- МиГ-29А 9.12А №18151 произведен јануара 1989, (Дониран од Русије 2017).
- МиГ-29Б 9.12Б №18101 произведен 29.11.1987.
- МиГ-29Б 9.12Б №18102 произведен 24.11.1987.
- МиГ-29Б 9.12Б №18108 произведен 07.12.1987.
- МиГ-29С 9.13 №18201 произведен 1989. (Дониран од Русије 2017).
- МиГ-29С 9.13 №18202 произведен 1989. (Дониран од Русије 2017).
- МиГ-29С 9.13 №18203 произведен 1989. (Дониран од Русије 2017).
- МиГ-29УБ 9.51Б №18301 произведен 13.08.1987.
- МиГ-29УБ 9.51 №18351 произведен 1990. (Дониран од Русије 2017).
- МиГ-29УБ 9.51 №18352 произведен 1991. (Дониран од Русије 2017).

Напомена:
4 МиГ-29С 9.13 из донације Белорусије допремљена су 2021. године.
1 МиГ-29Б 9.12Б из Мађарске набављен је 2024. године.

### Борбена употреба у заливским ратовима
МиГ-29 је први пут имао борбена дејства осамдесетих година 20. века, за време ирачко-иранског рата. Тада је дејствовао са бомбама и невођеним ракетама по циљевима на земљи.
Деценију касније, Ирак је донео одлуку 1988. године, да набави још 130 авиона МиГ-29, међутим због пада цене нафте и међународне изолације, није било могуће спровести овај план. Испоручени су 36 авиона МиГ-29Б и 6 МиГ-29УБ. Стигли су у Ирак, у пролеће 1990. године. Ирачки Мигови 29 су учествовали у борбама за време заливског рата, њихови пилоти, искусни ветерани из Иранско-ирачког рата, сматрали су да ће са МиГ-29 моћи да се успешно супротставе авионима савезничке коалиције. Једини ирачки МиГ-29, који је оборен, било је грешком. Погођен је од авиона истог типа, из састава својих снага. Током Заливског рата забележен је још један инцидент у којем је ирачки МиГ-29 грешком оборио један МиГ-23, из свога састава. Осам ирачких пилота МиГ-29 су током рата извршила прелет на територију Ирана где су укључени у састав иранског ратног ваздухопловства. Према америчким информацијама 5 ирачких МиГ-29 је оборено док су покушавали да прелете у Иран, али је Пентагон касније признао да су ти Мигови уништени са дејством са земље. Према ирачким изворима, 17. јануара 1991. године, Мигови су напали B-52G, F-111F и италијанског „Торнада“, са ракетама Р-27Р и са Р-60МК, али нису имали успеха. Према ирачким изворима 18. јануара, ирачки МиГ-29 је оборио један британски Торнадо (№ ZА467) са ракетом Р-60МК.
Авиони F-15 игл, са серијским бројевима № 85-0125, № 85-0107 и № 85-0108 су 17. јануара, оборили 3 авиона МиГ-29, а 18. јануара, авиони F-15 игл № 85-0122 и № 85-0014 оборили су 2 МиГ-29.

### Борбена употреба у осталим сукобима

#### Сукоби у Придњестровљу (1991—1992)
После распада Совјетског Савеза, остао је цео пук од 36 авиона Миг-29 заробљен у Молдавији. Неки су коришћени у сукобима код Бендера, 22. јуна 1992. године. Са једним МиГ-29УБ је бомбардован мост на реци Дњестар, али пошто је у близини насеље, било је доста цивилних жртава. Неколико дана касније, руска војска је уништила један од тих авиона, у лету.

#### Рат Етиопија–Еритреја (1998—2000)
По завршетку прве фазе оружаног сукоба у 1998, Еритреја је покренула опремање свога ваздухопловства, које се дотле састојало углавном од лаких авиона за обуку. Авиони су купљени у Белорусији, укључујући и неколико Миг-29С, произведених 80-их година. На основу закљученог уговора 1998. године из русије је стигло 6 авиона МиГ-29. Скоро, истовремено Етиопско ваздухопловство је набавило у Русији, неколико савремених авиона Су-27СК, опремљених са софистицираним оружјем. Током 1999. и 2000, ови руски ловачки авиони четврте генерације, међусобно су се сукобили више пута у ваздушној борби за супротстављене стране. Предност је била на страни напреднијих Су-27СК. Они су оборили три непријатељска авиона МиГ-29, по један сваког дана: 25 и 26. фебруар 1999 — 16. мај 2000. Поред тога, у борби, 16. маја, један МиГ-29 је био тешко оштећен и трајно је онеспособљен. У току тих сукоба је изгубљено 4 или 5 авиона МиГ-29. Према аустријским новинским изворима, у току тих непријатељстава од дејства авиона МиГ-29 успела су се спасити три етиопска МиГ-21. Међутим, Мигови 29 Еритреје оборили су четири етиопска авиона МиГ-21 и један МиГ-23 1999. године и један МиГ-21, 2000. године. Руски и украјински пилоти су током овог конфликта пријавили пет борбених летова, нису саопштени ефекти њихових борбених дејстава.

#### Сукоби у Судану 2003.
Суданска борбена авијација је појачана са неколико авиона МиГ-29 у 2003–2004, уз обећање да их неће користи у борбама у етничком конфликту. Међутим, ова обавеза није испуњена, у мају 2008. побуњеници су оборили један Миг-29. Према неким изворима, авионом је пилотирао бивши пилот Русије, који је погинуо у току катапултирања. Министарство одбране Русије је демантовало ову информацију.

### Рат на истоку Украјине2022.
Ловац МиГ-29 се користи у оквиру ВКС Русије и ВВС Украјине за време Руске специјалне војне операције у Украјини 2022, ради борбе у ваздуху, уништавања ПВО и осталих копнених циљева. ВВС Украјине користе МиГ-29С, а ВКС Русије МиГ-29СМТ. ВВС Украјине су имале велике губитке својих авиона на истоку Украјине у ваздуху и на земљи.

#### Остале епизоде
- Кубански МиГ-29 је 1996. године је оборио ненаоружане Цесне 337, које су припадале невладиној организацији: Браћа спаса.[59]
- За време авганистанског рата совјетски МиГ-29 је оборио авганистански Су-20.
- Два Јеменска МиГ-29 су имала неколико борбених летова, током кратког грађанског рата у Јемену 1994. године.
- Током Првог чеченског рата руски авиони МиГ-29 су патролирали у ваздушном простору изнад Чеченије. Директно, у борбу се нису били укључивали и нису ни страдали.[60]
- 20. април у 2008 у Абхазији је оборена Грузиска беспилотна извиђачка летелица. Грузијска страна је тврдила да је летелицу уништио руски МиГ-29. Руски званичници и Абхазија су одбацили такве тврдње. Посматрачка мисија Уједињених нација, у Грузији је објавила извештај, са којим дају могућност тачности тврдњи Грузије за тајне летове руских авиона, на основу видео снимака.[61]

### Удеси и катастрофе
Прототип авиона МиГ-29 је полетео 6. октобра 1977. године, а још увек је у производњи ова фамилија авиона и биће још дуго у оперативној употреби, у многим армијама у свету, чак и у НАТО савезу. У томе протеклом периоду је направљен налет у великом броју часова лета, од тога су били многи борбени, у ратним сукобима у протеклом периоду. За овај период од преко 20 година уништено је 64 авиона МиГ-29, закључно са 17. октобром 2008. године и са једним у Србији 6. јула 2009. године. У борбеним дејствима, највише их је уништено у Савезној Републици Југославији и у Ираку.
- На међународном аеромитингу у Буржеу, 8. јуна 1989. године, срушио се МИГ-29, са пробним пилотом Анатоли Квочуром.
- У Србији (тадашњој СР Југославији) током неборбеног лета, у удесу при слетању на аеродром Поникве уништен је авион Миг-29Б № 18110, пилот мајор Слободан Тешановић се катапултирао и није повређен, 4. маја 1999. године. (МиГ-29Б 18110 произведен 14.12.1987 )
- Разбио се због отказа авиахоризонта, 7. фебруара 1992. године. По цени сопственог живота, генерал-мајор Осканов Суламбек Сусаркулович успео је да спречи крах сеоског насеља Добринка у округу Липецког региона.
- На аеродрому Фејрфорд (Велика Британија), у ваздушном судару два авиона МиГ-29, 24. јула 1993. године, страдали су пилоти Сергеј Тресвјатского и Бесчастнов, Александар Бесчастнов.
- На аеродрому Лиманское (регион Одесе), срушио се МиГ-29 Украјинског ваздухопловства, 30. јула 1996. године. Пилот, капетан Вадим Кириљчук, заменик командира ескадриле, симулира је пад оборених авиона и током те вежбе је погинуо.
- МиГ-29 се срушио испред коми:сије у Перуу, 14. марта 2001. године, није било жртава.[64] Хаварија авиона МиГ-29
- МИГ-29 се срушио у региону Астрахана, 22. марта 2001. године.[65]
- у Словачкој, разбили су се 2 авиона МиГ-29, 7. новембра 2002. године.[66]
- У Јерменији, срушио се руски МиГ-29, 13. марта 2003. године.[67]
- У Армавиру, срушио се МиГ-29УБ, 19. јуна 2003. године.
- У Мађарској при удесу МиГ-29, 11. маја 2005. године, пилот се катапултирао и није страдао.[68]
- У Тверској области срушио се МиГ-29, 12. маја 2005. године.[69]
- МиГ-29 из акробатске групе „Стрижи“, доживео је удес, 27. јула 2006. године. Пилот се нормално катапултирао.[70]
- У Ростовској области, 21. марта 2007. године, 30 km од Милерова, у току рутинских операција 4. армије Ваздухопловства и противваздухопловне одбране Русије, на надморској висини од око седам километара, сударила се два авиона МиГ-29. Пилоти су вежбали формацијски лет. Оба авиона су пала у поље са курузом и изгорела су. Пилоти су се катапултирали и спасли.[71]
- МиГ-29 Азербејџанског ваздухопловства пао је у Каспијско море, 29. јануара 2008. године.[72]
- У Казахстану 12. фебруара 2008. године, срушио се МИГ-29, један пилот је погинуо.[73]
- У близини Читоја срушио се МиГ-29, 17. октобра 2008. године, пилот се катапултирао и није било никаквих жртава.[74]
- У Забајкалском региону срушио се МиГ-29, 5. децембра 2008. године. Пилот Валеријан Кокорев, погинуо је, није имао времена да се катапултира због чињенице да је усмеравао авион изван стамбеног насеља.[75]
- У Србији 7. јула 2009, догодио се удес-катастрофа српског МиГ-29Б (9.12Б), приликом увежбавања програма аеро митинга ’’Beograd Air Show 2009Том приликом је погинуо пилот потпуковник Раде Ранђеловић и војник Милан Улемек. После ове катастрофе, остала су само четири авиона МиГ-29 у Ваздухопловству и противваздхопловној одбрани Војске Србије. (МиГ-29Б №18105 произведен 05.12.1987).[3][50][53][76]
- На подручју фарме Кабановски (Астраханска област) при сложеном маневрисању у току пробног лета морнарички авион МиГ-29КУБ доживео је катастрофу. Полетео је са аеродрома Ахтубинск, 23. јуна 2011. године, а био је намењен за испоруку у службу на носачу авиона „Адмирал Горшков“. Министарства одбране је издало званичну информацију да су оба пилота смртно страдали. Према непотврђеним извештајима, догодила се несрећа случајно (лоши временски услови, грешке у плану пробног лета у текућем доприносу људског фактора).[77][78][79]
- Бугарски МиГ-29 се срушио, 26. априла 2012. године, у близини града Пловдива. Авион је полетео из ваздухопловне базе „Граф Игнатиево“ при учешћу у заједничкој вежби са америчком војском. Према извештајима медија, нико није повређен.[80]
- У Забајкалској територији, 6. септембра 2012. године, срушио се руски МиГ-29. Пилот потпуковник Алберте Хаџијаров је погинуо.
- МиГ-29, 8. новембра 2013. године, се срушио. Удес се десио током тренажног лета, пилот се катапултирао.[81]
- Индијски морнарички ловац МиГ-29К, 4. јуна 2014. године, направио је судар на палуби носача авиона. При чему му је оштећена носна нога. Пилот није повређен.[82]
- МиГ-29УБ, 11. јуна 2014. године, ваздухопловства Мјанмара, запалио се и срушио током полетања на тренажни лет. Оба пилота су се катапултирали.[83]
- У Астраханској области, 27. јула 2014. године, пао је МиГ-29. Према расположивим подацима, једна особа је погинула.[84]
- У Љаховичком округу у Белорусији, 11. новембра 2014. године, пао је МиГ-29, пилот се катапултирао.[85][86]
- Прототип морнаричког двоседа МиГ-29КУБ, 4. јануара 2014. године, срушио се у Московској области. Пилоти су се катапултирали и одведени су у болницу.[87][88][89] Касније, један од пилота - Сергеј Рибников преминуо је у одељењу интензивне неге услед последица задобијених повреда у удесу.[90]
- На простору Средоземног мора у близини Сирије дана 14. новембра 2016. године срушио се авион МиГ-29 Руског ратног ваздухопловства недуго после полетања са носача авиона "Адмирал Кузњецов", до инцидента је дошло због техничког квара.Пилот се безбедно катапултирао, и преживео.[91]
- У Пољској 18. децембра 2017. године, срушио се МиГ-29 Пољског ратног вазухопловства, близу града Мињск Мазовјецки, пилот се успешно катапултирао.
- У Пољској 6. јула 2018. године, срушио се МиГ-29 Пољског ратног ваздухопловства, близу града Пасленк, пилот се катапултирао али није преживео пад. Преостали број МиГ-29 флоте је спао на 31 авион.[92]
- У Русији,5. октобра 2018, срушио се руски МиГ-29 двосед, пилоти су успели да скрену авион како би пао на безбедно место и како не би проузроковали људске жртве и већу материјалну штету, оба пилота су се успешно катапултирали.Авион је припадао Институту за аеро-наутику „Громов“, који се налази у околини руског града Жуковски.[93]
- У Египату,3. новембра 2018, током тренажног лета срушио се авион Египатског Ратног ваздухопловства МиГ-29М. Пилот се успешно и безбедно катапултирао. Авион је био достављен у току 2018 Египту, и припадао је генерацији авиона 4+. Такође је најављена и истрага,Русија ће послати техничаре како би се испитао инцидент односно удес, релативно нове летелице.[94][95]

### Пребези
- Капетан Александар Зуев, 20. маја 1989. године, подметнуо је колегама торту са средством за успављивање, украо је авион МиГ-29 и полетео га. Касније, слетео је у Турској. Како би се избегао сукоб, авион је враћен у СССР, пилот је добио политички азил у САД. Зуев је накнадно написао аутобиографски роман „Fulcrum“, а 2001. године, погинуо је у авионској несрећи у САД.[96]

## Корисници

### Садашњи корисници
| - Алжир — 25 у 2010. години. Први авион произведен 1994. године. У марту 2006. године, потписан је уговор за испоруку 28 авиона МиГ-29 СМТ и 6 двоседа МиГ-29УБТ. Исте године је почела испорука, али следеће године, након достављања 15 авиона МиГ-29, ваздухопловство Алжира је прекинуло и одлучило да врати већ испоручене ловце, позивајући се на лош квалитет испоручених авиона. У фебруару 2008. године, "РОСОБОРОНЕКСПОРТ" је потписао уговор са Алжиром за повратак авиона. После враћања, авионе је преузело Руско ратно ваздухопловство. - Азербејџан — 15 МиГ-29 и 3 МиГ-29УБ су купљени у Украјини. Авиони су модификовани, према украјинском програму модернизације за МиГ-29. - Бангладеш — 8 је у служби, 6 једноседа МиГ-29 и 2 МиГ-29УБ, од 2013. године. - Белорусија — 41 МиГ-29, од 2010. године. Након распада Совјетског Савеза остало их је око 100 авиона примерака. Неки од њих су продати Алжиру, Перуу и Замбији. До 2000. године, у оперативној употреби их је било око 40-50. - Бугарска — 18 од 2010. године. У 1990. години, преузели су 22 авиона (18 ловаца, 4 двоседа за борбену обуку). У оперативној употреби су у два борбена пука. У марту 2006. године, потписан је споразум са РАЦ "МиГ" о ремонту и модернизацији 16 ловаца. До краја маја 2009. године, уговор је у потпуности реализован. - Израел — 3 МиГ-29 непознатог власника, испитани су у 1997. години. Од 2009. године два авиона су били у оперативној употреби у израелском ваздухопловном опитном центру. - Индија — 67 МиГ-29, од 2013. године. У 2008. години, потписан је уговор са "РАЦ" МиГ да модернизује 53 МиГ-29 (9 двоседа МиГ-29УБ) у МиГ-29УПГ и МиГ-29УБ-УПГ. Индија је постала прва страна земља којој су испоручени авиони МиГ-29. До 1986. године, испоручено је, према различитим проценама, око 70-80 авиона. Поред тога, у 2004. години, Индија је поручила 16 носача авиона на бази ловаца: 12 једноседих МиГ-29К и 4 двоседа МиГ-29КУБ. У 2008. години, план је одобрен за куповину додатних 29 ловаца. - Иран — 35 за 2010. годину, a прихватили у 1990. године, према различитим изворима, 14 или 17 авиона. Одређени број авиона МиГ-29 летео је из Ирака током рата 1991. године, и стављен у функцију. - Јемен — 18 за 2010. годину. У 1990. години, откупила су четири МиГ-29 од Молдовије. Са РСК МиГ, потписали су уговор за испоруку 14 МиГ-29СЕ, 2001. године, који су испоручени Јемену у 2002-2003. а модернизовани су у стандард МиГ-29 СМТ, 2006—2007. године. Купили су још 6 примерака МИГ-29 СМТ у 2003. години, који су испоручени Јемену у 2004-2005. - Казахстан — 40 МиГ-29, од 2010. године. Након распада СССР имали су око 50-60 укупно авиона, средином деведесетих година. У замену за 40 стратешких бомбардера Ту-95, добили су 21 примерак МиГ-29. Тренутно у оперативној употреби Ратног ваздухопловства Казахстана је 70 до 80 авиона МиГ-29. - Русија — 254 МиГ-29 (од њих је 28 Миг-29СМТ и 6 МиГ-29УБТ), од 2013. године. Модернизација старих авиона се изводи због оштећења због физичког хабања и корозије, - Куба — у 1989—1990. години, добили су мали број (према различитим изворима, 12 или 16 авиона). У оперативној употреби је 1. ескадрила (Сан Антонио де лос Банос). - Мјанмар — 10 МиГ-29, од 2010. године. У 2001. години, потписан је уговор за набавку још 12 МиГ-29, укључујући 2 двоседа. Половни ловци су коштати Мјанмар по 130 милиона $, према уговору, налет сваког ваздухоплова је мањи од 50 сати. У 2009. години, продатих Мјанмари 20 МиГ-29 у већемм укупном износу од 400 милиона евра. - Перу — 17 МиГ-29С/СМТ и 2 МиГ-29УБ, од августа 2012. години. Од Белорусије су купили 16 авиона једноседа МиГ-29 и 2 двоседа МиГ-29УБ 1996. године. Од Русије су купили 3 нова МиГ-29СЕ 1998 године. Сада поседују 19 ловаца (један је изгубљен у несрећи 2001. године, други је изведен из употребе). У 2008. години, потписали су уговор вредан $ 106,7 милиона долара за модернизацију осам авиона МиГ-29 у стандард МиГ-29 СМТ. | - Вијетнам — у 2010. години, наручена су 4 МиГ-29СМТ. - Еритреја — 10 МиГ-29, од 2010. године. - Пољска — 32 МиГ-29, од 2010. У 1989—1990. године, примили су 12 авиона (9 једноседа и три двоседа). Касније су преузели 10 авиона од Чешке и 22 - од Немачке. - Северна Кореја — 35 МиГ-29, у 2010. до 1988. године, увели су 30 авиона (25 ловаца, 5 двоседа за борбену обуку). У уперативној употреби су у 57. ловачком пуку (Ончон). - Сирија — 19 МиГ-29, од 2010. године. У 2007. години је наручено 24 МиГ-29М / М2, уговор је у току реализације. По другим изворима, укупно су 62 примерка и три модификације. - Судан — 12 МиГ-29, од 2010. године. У 2003. години, испоручено је 12 авиона (10 једноседа и два двоседа). у 2008. години, купљено је најмање 12 авиона, од РОСОБОРОНЕКСПОРТ-а, који је демантовао ту информацију о трансакцији, али је онда куповину потврдио министар одбране Судана. - Србија — 15 МиГ-29.(1 МиГ-29А, 4 МиГ-29Б, 7 МиГ-29С и 3 МиГ-29УБ, од 2024. године. Након распада Југославије сви авиони су припали Србији. Већина је изгубљенa током НАТО агресије 1999. У 2013, преговори су почели око куповине на кредит 6 МиГ-29М / М2 од Русије. Србија је као донацију 2017. године добила 6 авиона МиГ-29 из Русије. И то 1 МиГ-29А, 3 МиГ-29С и 2 МиГ-29УБ. Такође Србија је као донацију јуна 2021. године добила 4 авиона МиГ-29С из Белорусије, у склопу војнотехничког уговора који је потписан у марту 2018. Србија је набавила 1 МиГ-29Б од Мађарске 2024. године. Туркменистан — 24 МиГ-29, од 2010. године. Након распада Совјетског Савеза, према различитим проценама, остало им је од 22 до 25 авиона.- Узбекистан — 30 МиГ-29, од 2010. године. Након распада Совјетског Савеза оставио 36 авиона. - Украјина — 160 МиГ-29, од 2013. годне. Након распада СССР, Украјина је добила око 240 авиона. - Шри Ланка — у 2008. године, уведено је 4 МиГ-29СМ и 1 МиГ-29УБ. - Сједињене Америчке Државе — поседује 21 МиГ-29. Авиони су купљени у Молдавији. Већину данас користе приватна лица, а мањи део се користи у Агресорским ескадрилама и музејима. \| \| \| Корисници авиона МиГ-29 \| \| ——- бивши \| \| — садашњи \| |
| | |
| Корисници авиона МиГ-29 | |
| ——- бивши | |
| — садашњи | |

### Бивши корисници:
- Чешка Република — поседовала је 9 авиона МиГ-29А и 1 МиГ-29УБ који су 1996. године размењени са Пољском у замену за 11 хеликоптера W-3.
- Чехословачка — поседовала је 18 МиГ-29А и 2 МиГ-29УБ. Авиони су подељени између Чешке и Словачке.[137]
- Источна Немачка — све своје авион МиГ-29 интегрисала је у ваздухопловство Немачке 1990. године
- Немачка — је повукла авионе Миг-29 из употребе 2004. године и проследила их Пољској. [з]
- Ирак — поседовао је 41 примерак авиона МиГ-29, које је користио у заливском рату, где је изгубио 15 примерака. Остали су прелетели у Иран, неки авиони су ипак остали у служби до америчке окупације 2003. године.
- Мађарска — Од 1993. године, увела је у оперативну употребу 28 авиона (22 једноседа и шест двоседа, износ трансакције од 800 милиона америчких долара) због отплате дуга Совјетског Савеза. Уведени су у састав 47. ловачки пук (Кечкемет). Касније, МиГ-29 су у оперативној употреби 59. тактичке базе У периоду 2007—2008. године,. 13 авиона овог типа доживело је велике модификације под надзором РАК МиГ.[138] Мађарска влада, 21. децембар 2010. године, објавила је своју намеру да надогради а затим стави на аукцију за продају преосталих дванаест МИГ-29. Од 2010. године, у Мађарском ваздухопловствиу се више не користе авиони МиГ-29.[139]
- Молдавија — 38 ловаца МиГ-29, сачињавало је авијацијски пук Црноморске флоте, који се налазио у Молдавији, 1 је продат Румунији, 4 Јемену, 12 ловаца је продато САД-у и 21 су руси откупили за $ 40 милиона, 1997. године.
- Румунија — је конзервирала све своје авионе МиГ-29, јер није било могуће финансирати њихову модернизацију. У 1989—1994. години, из Совјетског Савеза / Русије примили су 18 МиГ-29 (9-12А) и 4 МиГ-29УБ (9-51). Молдавија, 1992. године, примила је један МиГ-29 (9-13).[140] 2 МиГ-29 (9-12А) и један МиГ-29УБ (9-51) је избачен.[141] Авиони су били у наоружању од децембра 1989. до октобра 2003. године.[142][143]
- Словачка — 12 МиГ-29, од 2010. године, након распада Чехословачке, било је 10 авиона (9 и 1 борац борбене обуке).[144] У 1994—1996. години, за плаћање руског дуга добили су 12 авиона МиГ-29 и два МиГ-29УБ. До 2005. године, као резултат несрећа у лету су изгубили појединачно три МиГ-29. У 2004—2007. години, дванаест авиона је модификовао РСК МиГ у сарадњи са компанијама Колинс (США) и BAE (УК) по НАТО стандардима (10 МиГ-29АС и два МиГ-29УБС). У служби у 1. ловачком пуку Ратог ваздухопловства.[145]. Септембра 2022. године свих 12 авиона је предато ВВС Украјине, тако да је самим тим престала оперативна употреба овог авиона у Словачкој.
- СССР — авионе МиГ-29 су после распада државе наследиле новонастале, према договореној расподели.
- СФРЈ — набавила је, 1987. године, 14 примерака МиГ-29Б и 2 МиГ-29УБ.[3]
- СР Југославија — наслеђени су након распада државне заједнице.[3]
- Србија и Црна Гора — наслеђени су 5 МиГ-29, након трансформације у државу Србија и Црна Гора, од којих је један двосед УБ који су преживели НАТО агресију 1999. године, интегрисни су у Ваздухопловство и Противваздухопловна одбрана Војске Србије.[3]

### Нови уговори за набавку МиГ-29
У оквиру жестоке међународне конкуренције за придобијање купаца 4-те и 4++ генерације борбених авиона, МиГ-29СМТ има завидну позицију. При томе свакако на прво место долази његова борбена ефикасност, затим цена, политички односи и интереси, начин плаћања, пренос технологије итд. У другој половини прве деценије двадест првог века руски Микојан је закључио значајне уговоре за испоруку МиГ-29СМТ и МиГ-УБТ: Алжиру 30 примерака, а за 29 морнаричких авиона МиГ-29К, са бродом носачем, изразила је интерес Индија.
Испорука уговорених авиона Алжиру се драматизовала, са елементима скандала. Спор је настао око квалитета испоручених авиона и опреме.
Руска компанија за производњу авиона МиГ представила је делегацији Војске Србије могућности ловца МиГ-29М / М2. Презентација је била у функцији извоза тих авиона српском ваздухопловству.(Није дошло до сарадње)

## Изложени примерци
Постоји више музеја и изложбених простора у свету, где су изложени експонати примерака авиона МиГ-29.
| - Русија - У централном Музеју у Москви изложени су: - Један прототип; - Један предсеријски; - Један МиГ-29КВП; - Музеј великог отаџбинског рата у Москви: - Један МиГ-29 (9-13); - Музеј оружаних снага Русије у Москви: - Један МиГ-29; - Немачка - Аеродром у Берлину, МиГ-29Г (29+03); - Молдавија - Музеј у Молдавији, више примерака; - Румунија - Ваздухопловни музеј у Букурешту, МиГ-29 Снипер; | - САД, поседују неколико примерака из Молдавије: - Ваздухопловна база у Тексасу, један примерак; - Морнаричка база у Невади, један примерак; - Ваздухопловна база у Невади, два примерка; - Рај Патерсон у Охају, МиГ-29УБ; - Национални ваздухопловни музеј, крај Дејтона у Охају, један примерак. - Вијетнам - Ваздухопловни музеј у Ханоју, један примерак; - Пољска - Војни музеј у Варшави, један примерак; - Ваздухопловни музеј у Кракову, један примерак; - Летонија - Музеј ваздухопловства у Риги, МиГ-29УБ; |

## У приватном власништву
- Миг-29УБ (цивилна регистрација Н29УБ) је у власништву Фондације историје летења (енгл. Historic Flight Foundation), у Сијетлу, Вашингтон, САД. Авион је набављен у источној Европи, почетком 2009. Авион има дозволу за неборбено летење у цивилним програмима, од међународне институције ФАА енгл. FAA. Фондација историја летења планира да са њим лети на ваздухопловним митинзима и да пружа услуге подршке за оспособљавање других авиона Миг-29 у циљу њиховог оспособљавања, за оперативност у САД.

Два додатна авиона Миг-29УБ, која су у летном стању, понуђена су из источне Европе на продају, 2009. године. Припадају власништву Фонадације историје летења.
- Приватни колекционар Дон Кирлин, има два Миг-29С, купљени су у Киргизији. Авиони су стационирани на Регионалном аеродрому у Квинсу, Илиноис, САД. Они такође имају дозволе за летење на ваздухопловним приредбама.[156]

###### Аеро групе
- Украјински соколови
- Стрижи